# Pterygoplichthys pardalis
Pterygoplichthys pardalis (Птеригопліхт леопардовий) — вид риб з роду Птеригопліхт родини Лорікарієві ряду сомоподібні. Інша назва «амазонський вітрилоподібний птеригопліхт».

## Опис
Загальна довжина сягає 42,3 см. Голова доволі велика, морда дещо витягнута. З боків проходять збільшені кісткові пластинки. Очі невеличкі, розташовано у верхній частині. Рот нахилено донизу, являє собою своєрідну присоску. Тулуб кремезний, вкрито кістковими пластинками. Спинний плавець великий та довгий з 11—13 м'якими та 1 жорстким променями. Жировий плавець маленький. Грудні плавці великі й довгі, трикутної форми. Черевні плавці коротші за грудні, проте ширші або такі ж самі. Анальний плавець маленький. Хвостовий плавець витягнутий, з великою виїмкою.
Забарвлення коричневе або темно-сіре з чорними плямами різних розмірів, що схожі на забарвлення леопарду. Існують альбіноси.

## Спосіб життя
Є демерсальною рибою. Зустрічається у повільних течіях з гравійно-піщаним ґрунтом. Є територіальною рибою. Надзвичайно витривалий, добре пристосовується до погіршення навколишнього середовища. Вдень ховається серед корчів та каміння. Активний вночі. Живиться водоростями та дрібними ракоподібними.
Тривалість життя становить 20 років.

## Розповсюдження
Широко поширені в басейні річки Амазонка.